# Scaevola
Scaevola är ett släkte av tvåhjärtbladiga växter. Scaevola ingår i familjen Goodeniaceae.

## Bildgalleri

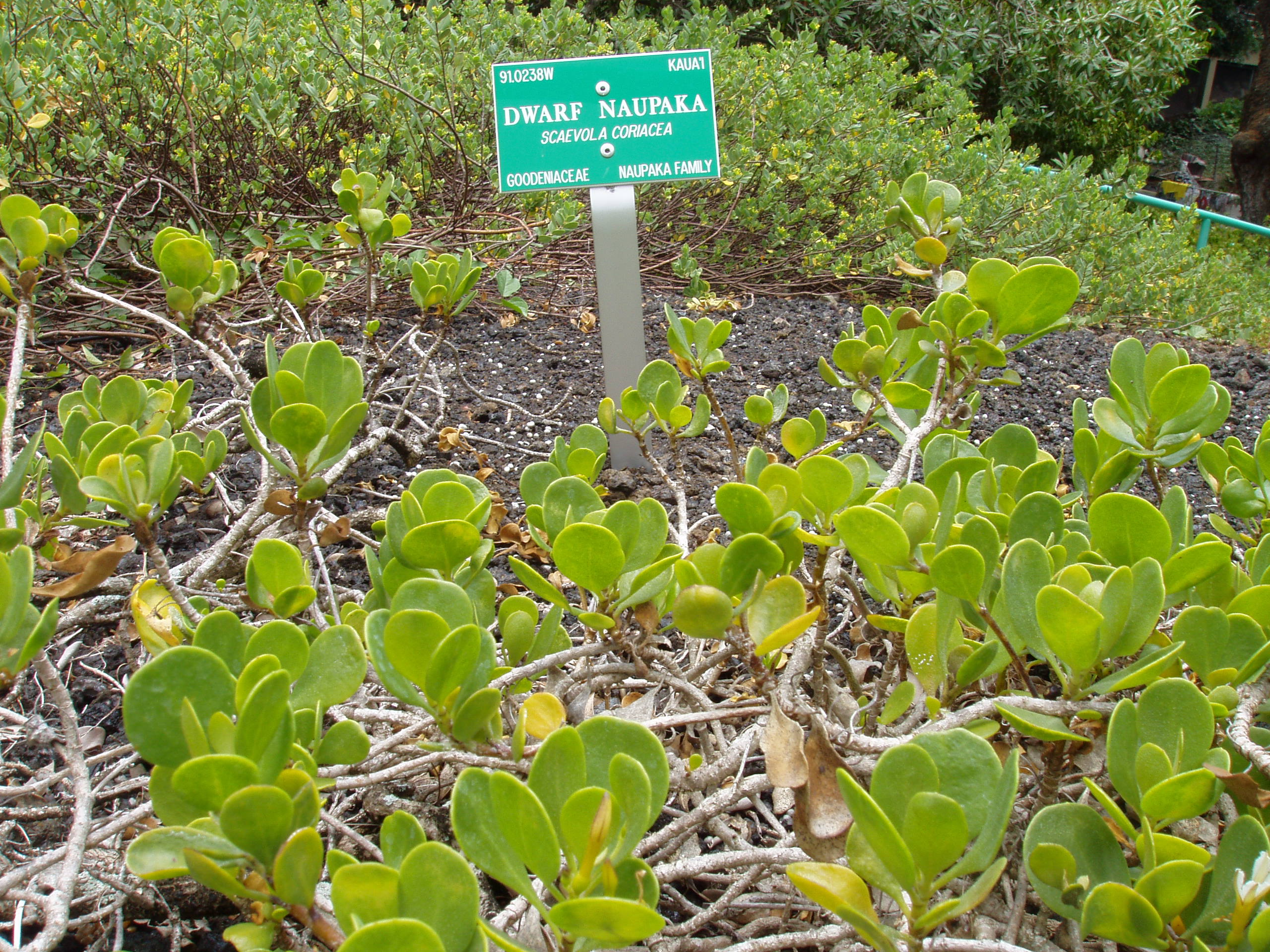
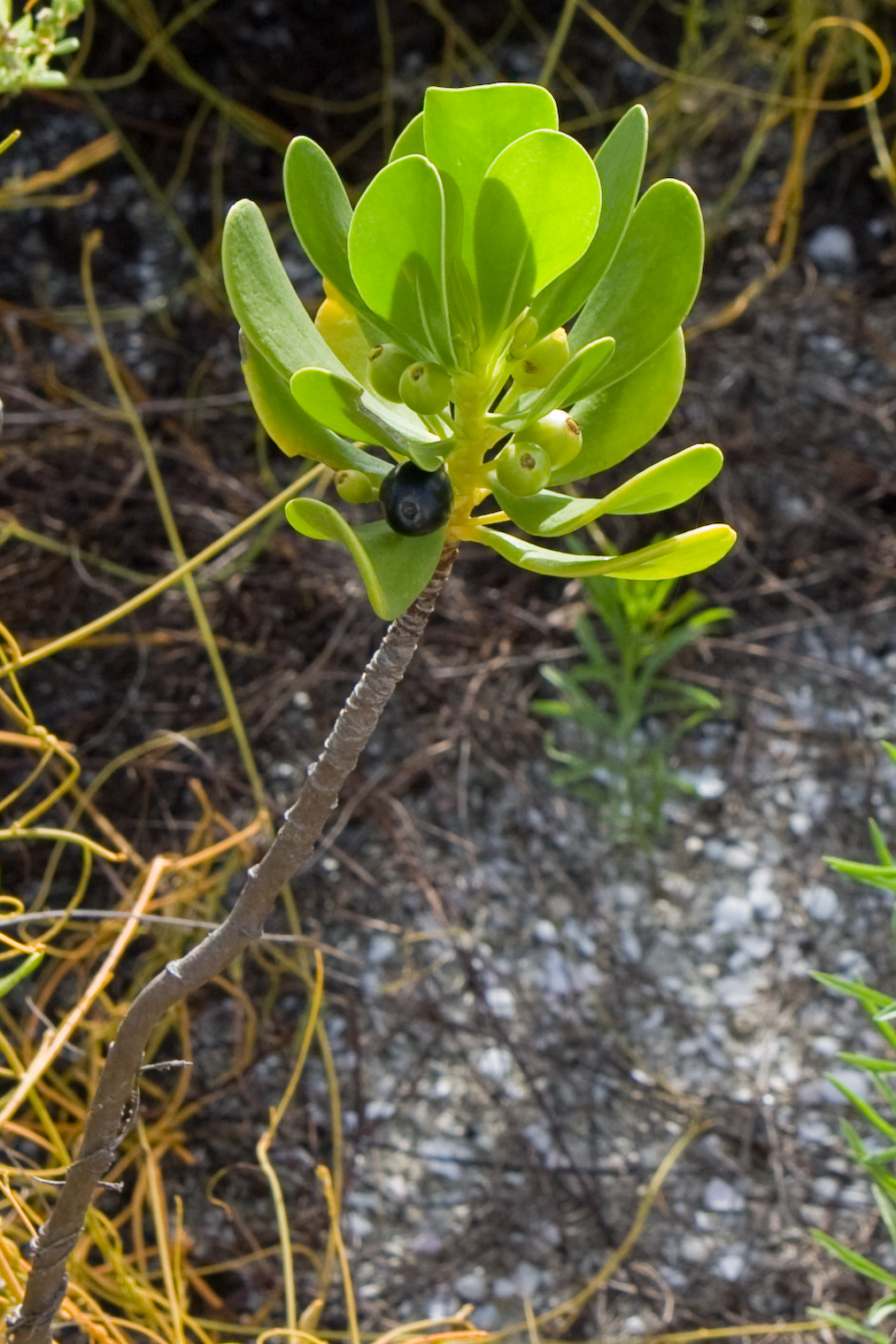
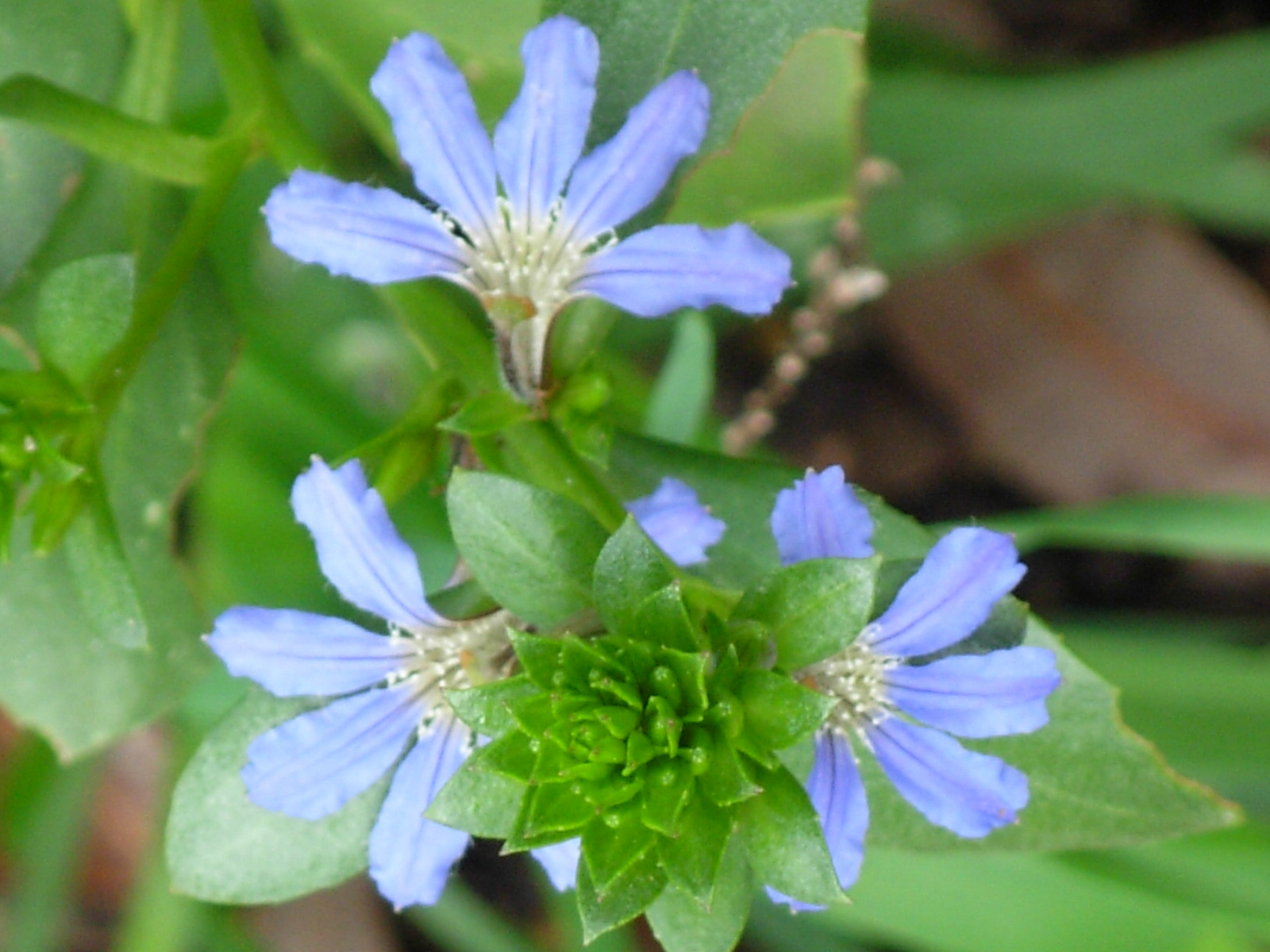
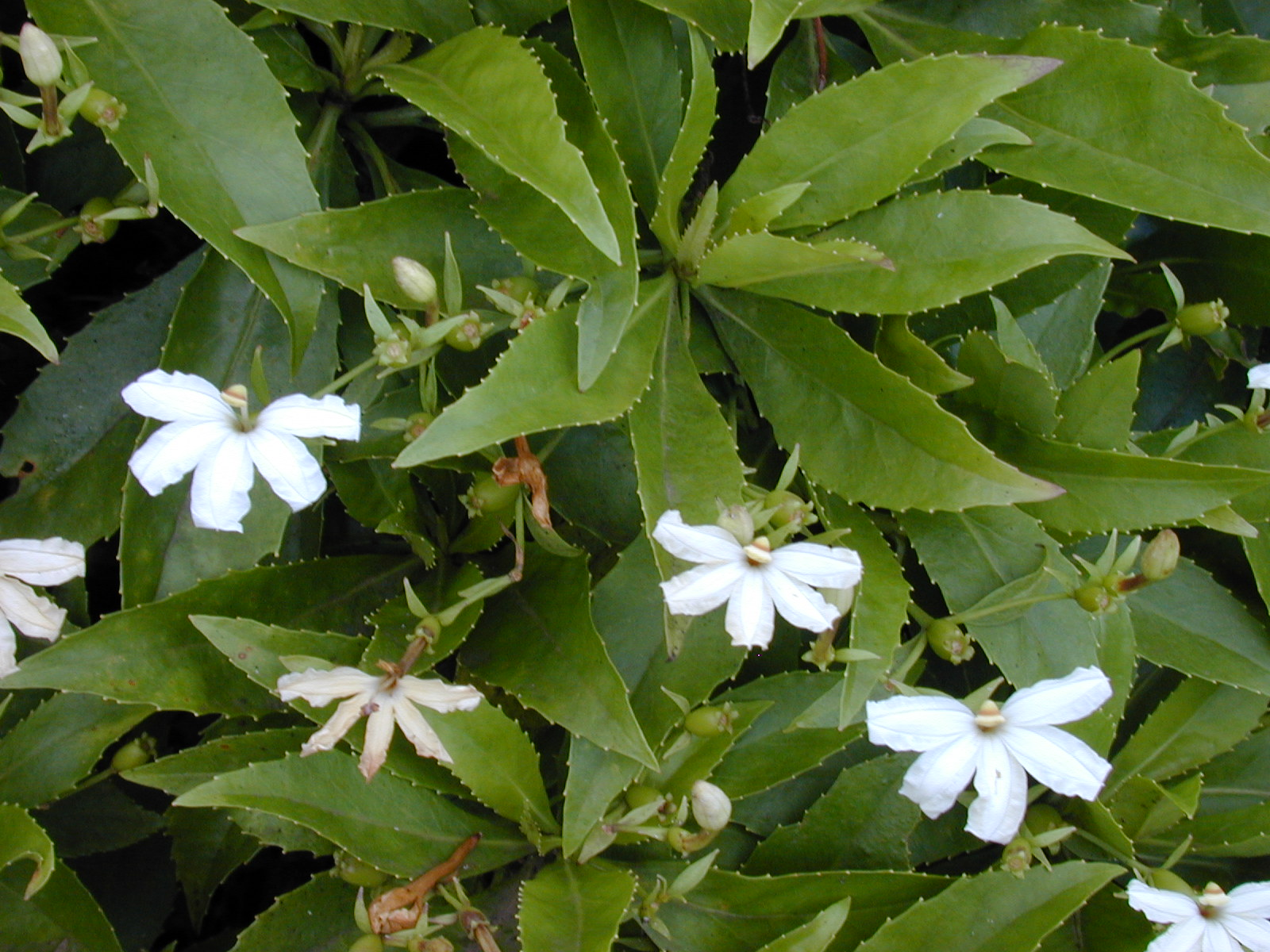
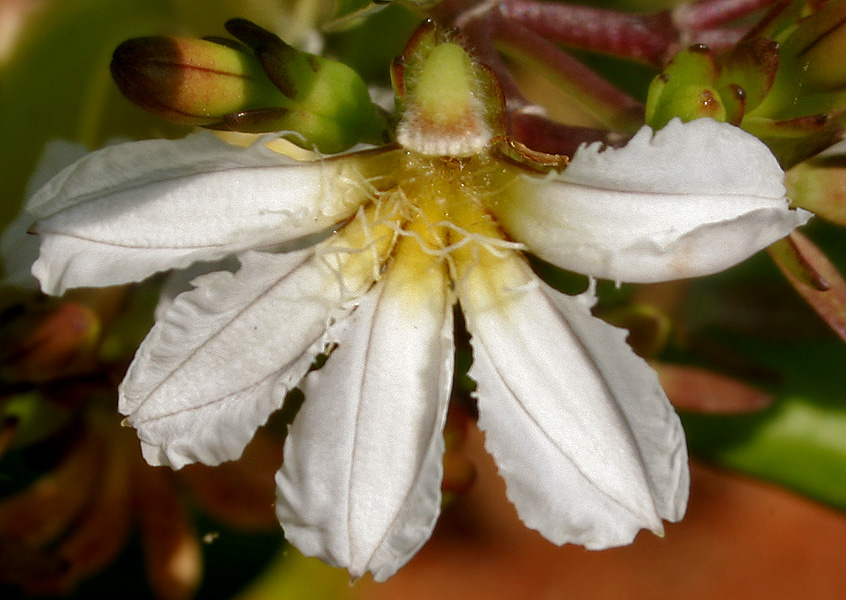
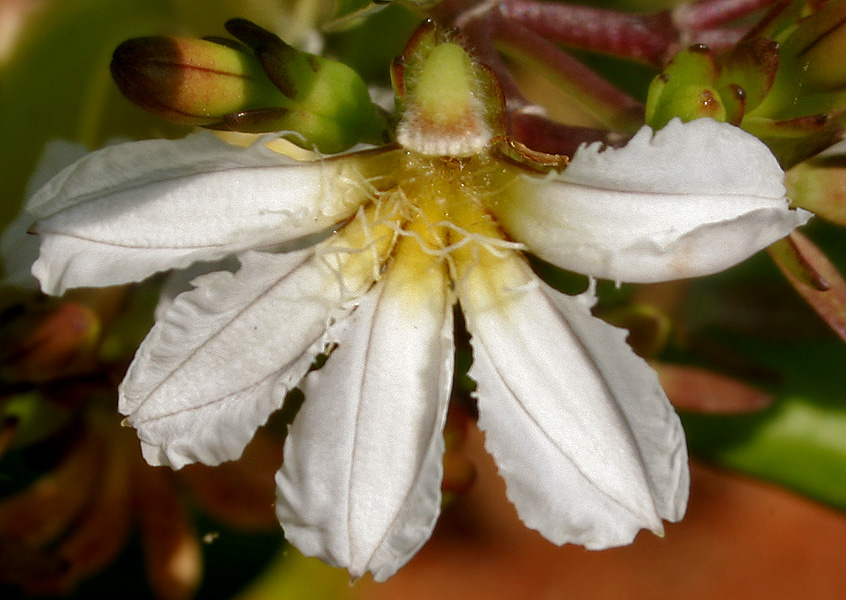

## Dottertaxa tillScaevola, i alfabetisk ordning[1]
- Scaevola acacioides
- Scaevola aemula
- Scaevola albida
- Scaevola amblyanthera
- Scaevola anchusifolia
- Scaevola angulata
- Scaevola angustata
- Scaevola archeriana
- Scaevola arenaria
- Scaevola argentea
- Scaevola attenuata
- Scaevola auriculata
- Scaevola balansae
- Scaevola ballajupensis
- Scaevola barrierei
- Scaevola basedowii
- Scaevola beckii
- Scaevola brooksiana
- Scaevola browniana
- Scaevola burnettii
- Scaevola bursariifolia
- Scaevola calendulacea
- Scaevola calliptera
- Scaevola canescens
- Scaevola chamissoniana
- Scaevola chanii
- Scaevola chrysopogon
- Scaevola coccinea
- Scaevola collaris
- Scaevola collina
- Scaevola coriacea
- Scaevola crassifolia
- Scaevola cuneiformis
- Scaevola cunninghamii
- Scaevola cylindrica
- Scaevola decipiens
- Scaevola densevestita
- Scaevola densifolia
- Scaevola depauperata
- Scaevola dielsii
- Scaevola eneabba
- Scaevola erosa
- Scaevola fasciculata
- Scaevola floribunda
- Scaevola gaudichaudiana
- Scaevola gaudichaudii
- Scaevola glabra
- Scaevola glabrata
- Scaevola glandulifera
- Scaevola globosa
- Scaevola globulifera
- Scaevola gracilis
- Scaevola hainanensis
- Scaevola hamiltonii
- Scaevola hobdyi
- Scaevola holosericea
- Scaevola hookeri
- Scaevola humifusa
- Scaevola humilis
- Scaevola kallophylla
- Scaevola kilaueae
- Scaevola laciniata
- Scaevola lanceolata
- Scaevola linearis
- Scaevola macrophylla
- Scaevola macropyrena
- Scaevola macrostachya
- Scaevola marquesensis
- Scaevola micrantha
- Scaevola microcarpa
- Scaevola microphylla
- Scaevola mollis
- Scaevola montana
- Scaevola muluensis
- Scaevola myrtifolia
- Scaevola neoebudica
- Scaevola nitida
- Scaevola nubigena
- Scaevola obovata
- Scaevola oldfieldii
- Scaevola oppositifolia
- Scaevola ovalifolia
- Scaevola oxyclona
- Scaevola paludosa
- Scaevola parvibarbata
- Scaevola parviflora
- Scaevola parvifolia
- Scaevola pauciflora
- Scaevola paulayi
- Scaevola phlebopetala
- Scaevola pilosa
- Scaevola platyphylla
- Scaevola plumieri
- Scaevola porocarya
- Scaevola porrecta
- Scaevola procera
- Scaevola pulchella
- Scaevola pulvinaris
- Scaevola racemigera
- Scaevola ramosissima
- Scaevola restiacea
- Scaevola revoluta
- Scaevola scabrida
- Scaevola sericea
- Scaevola sericophylla
- Scaevola socotraensis
- Scaevola spicigera
- Scaevola spinescens
- Scaevola striata
- Scaevola subcapitata
- Scaevola temarii
- Scaevola tenuifolia
- Scaevola thesioides
- Scaevola tomentosa
- Scaevola tortuosa
- Scaevola verticillata
- Scaevola virgata